# امتصاص أيون الهيدروكسيل
امتصاص أيون الهيدروكسيل الامتصاص في الألياف الضوئية للموجات الكهرومغناطيسية، بما في ذلك الأشعة تحت الحمراء القريبة، بسبب وجود أيونات الهيدروكسيل التي يخلفها الماء.